# دالي ميرفي
دالي ميرفي (بالإنجليزية: Dale Murphy)‏ هو لاعب كرة قاعدة أمريكي، ولد في 12 مارس 1956 في بورتلاند في الولايات المتحدة.

## وصلات خارجية
- دالي ميرفي على موقع دوري كرة القاعدة الرئيسي (الإنجليزية)
- دالي ميرفي على موقعبيزبول رفرنس.كوم (الدوري الرئيسي) (الإنجليزية)
- دالي ميرفي على موقعبيزبول رفرنس.كوم (الدوري الثانوي) (الإنجليزية)
- دالي ميرفي على موقع إي إس بي إن.كوم (أم.أل.بي) (الإنجليزية)
- دالي ميرفي على موقع مشجعي الرسوم البيانية (الإنجليزية)
- دالي ميرفي على موقع قاعة جورجيا للمشاهير الرياضية (مؤرشف) (الإنجليزية)
- دالي ميرفي على موقع إن إن دي بي (الإنجليزية)